# Nowy Białcz
Nowy Białcz – wieś w Polsce położona w województwie wielkopolskim, w powiecie kościańskim, w gminie Śmigiel. Na północ od wsi, w odległości ok. 2 km przepływa Południowy Kanał Obry. Na południe przebiega droga wojewódzka nr 312.
Pod koniec XIX wieku dominium Białcz Nowy leżało w powiecie kościańskim. Liczyło 24 domostwa i 168 mieszkańców. Wszyscy deklarowali wyznanie katolickie. 
W latach 1975–1998 miejscowość administracyjnie należała do województwa leszczyńskiego. W 2011 Nowy Białcz liczył 120 mieszkańców.

## Urodzeni w Nowym Białczu
- Jan Józef Nosek – polski polityk, samorządowiec, poseł na Sejm w II RP[7].